# Clementine (logiciel)
Pour les articles homonymes, voir Clémentine (homonymie).
Clementine est un logiciel multiplateforme, libre et open-source de lecture et de gestion de bibliothèque musicale. Il est très largement inspiré d'Amarok (logiciel) (en) 1.4, et est basé sur Qt4 et GStreamer. Clementine est disponible pour Linux, macOS et Windows.
Clementine fut créé à la suite de la déception de nombreux utilisateurs d'Amarok lors du passage de la version 1.4 à la version 2.
Un fork est sorti en avril 2018 sous le nom de Strawberry Music Player, Strawberry (logiciel) (de),,, v1.2.6 sortie en Janvier 2025.

## Fonctionnalités
Quelques fonctionnalités présentes par défaut dans Clementine incluent notamment :
- Recherche et lecture de la bibliothèque musicale locale.
- Écouter de la musique sur Internet depuis Spotify, Grooveshark, Last.fm, SomaFM, Magnatune, Jamendo, SKY.fm, Digitally Imported, JAZZRADIO.com, SoundCloud, Subsonic servers et Icecast.
- Rechercher et écouter des morceaux sur Box.com, Dropbox, Google Drive, OneDrive et Ubuntu One.
- Créer des listes de lecture intelligentes et dynamiques.
- Liste de lecture avec onglets, import et export aux formats M3U, XSPF, PLS et ASX.
- Support des CUE sheet.
- Écouter des CD audios.
- Visualisations avec projectM.
- Paroles des chansons, biographies et photos des artistes.
- Transcodage de la musique en MP3, Ogg Vorbis, Ogg Speex, FLAC ou AAC.
- Édition des tags des fichiers MP3 ou Ogg, organisation votre musique.
- Compléter les tags automatiquement avec MusicBrainz.
- Chercher et télécharger des Podcasts.
- Téléchargement des jaquettes d'albums manquantes depuis Last.fm et Amazon.
- Notifications de bureaux natives sous Linux (libnotify) et Mac OS X (Growl).
- Contrôle à distance en utilisant une application Android sur smartphone ou tablette[8], une Wiimote, MPRIS ou la ligne de commande.
- Copie de la musique sur iPod, iPhone, périphérique USB ou MTP.
- Liste d'attente.

## Historique et notes des sorties
| Version  | Date de lancement | Changements significatifs |
| -------- | ----------------- | --- |
| 0.1      | Février 2010      | Sortie initiale. |
| 0.2      | 23 mars 2010      | Gestion de jaquettes d'albums, meilleure détection des « Artistes divers », support des listes de lecture en chargement. |
| 0.3      | 8 mai 2010        | GStreamer sur toutes les plateformes. Égaliseur, plus d'options de regroupement pour la bibliothèque, une plus belle OSD, le contrôle à distance depuis la ligne de commande et MPRIS, et un éditeur de tags plus intuitif. |
| 0.4      | 29 juin 2010      | Onglets pour les listes de lecture, recherche dans les listes de lecture, visualisations (en utilisant projectM), intégration de Magnatune, normalisation du volume ReplayGain et transcodage de musique. Correction des problèmes de chargement. |
| 0.5      | 18 septembre 2010 | Support pour l'utilisation de périphériques portables (iPod, iPhone, périphérique USB ou MTP). Support pour l'utilisation d'une Wiimote pour le contrôle à distance. Liste d'attente, fenêtre pour l'organisation des fichiers, étirement automatique des colonnes des listes de lecture, chargement des jaquettes incorporés id3v2, glisser-déposer entre les listes de lecture. Le temps de démarrage a aussi été réduit de plus de moitié, des fuites de mémoire ont été corrigées, et l'utilisation du CPU a été réduite durant la lecture. |
| 0.6      | 11 décembre 2010  | Deux nouveaux panneaux d'information pour visualiser les paroles, les statistiques, les biographies des artistes, des photos et la liste des tags et des artistes similaires. Modification la barre latérale, ajout des notations, ainsi qu'un compteur de morceaux écoutés et sautés. Possibilité de créer des listes de lecture dynamiques et intelligentes utilisant des morceaux de la bibliothèque, et écouter de la musique depuis Jamendo et les stations radio Icecast.                                                                 |
| 0.7      | 27 mars 2011      | Nouveau éditeur de tag comprenant l'autocomplétion, Compléter les tags automatiquement avec MusicBrainz. Support des CUE sheet. |
| 1.0      | 27 décembre 2011  | Intégration de Spotify, Grooveshark, SKY.fm et Digitally Imported. Fonctionnalité de « Recherche globale » pourrechercher facilement de la musique dans la bibliothèque locale ou sur Internet. Support des CD audio, davantage d'options pour le transcodeur, fenêtre de préférences améliorée, recherche de pochette plus intelligent. |
| 1.1      | 25 octobre 2012   | Support des Podcasts, incluant l'intégration et la synchronisation avec gpodder.net. Les services de musique sur Internet : JAZZRADIO.com et SoundCloud sont disponibles, ainsi que les morceaux de musique envoyés sur un compte Google Drive. |
| 1.2      | 13 octobre 2013   | Possibilité de contrôler Clementine à partir d'un appareil Android avec « Clementine à distance ». Support pour Subsonic et possibilité d'écouter de la musique stockée sur Box.com, Dropbox, OneDrive et Ubuntu One. Possibilité d’ajouter des listes de lecture aux favoris. |
| 1.3.1    | 19 avril 2016     | Dernière version officielle |
| 1.4.0rc2 | 2021              | le projet est toujours poursuivi en 2025 sans sortie officielle |